# Gaetano Ferragni (1887-1954)
Gaetano Ferragni (Colorno, 13 settembre 1887 – Cremona, 10 aprile 1954) è stato un avvocato e politico italiano. Era fratello del comunista rivoluzionario Rosolino Ferragni, figlio del politico radical-democratico Luciano Ferragni e nipote dei patrioti Gaetano e Francesco Ferragni (rispettivamente nonno e pro-zio, vedi famiglia Ferragni).

## Biografia
Discendente di una casata di ferventi patrioti, esordì in politica ancora adolescente quando si accostò alla formazione radicale di cui il padre Luciano, sindaco di Cremona per tre mandati, era capogruppo e riferimento sul territorio da lunghi anni.
In quest'epoca di transizione la dottrina radicale rappresentò un ponte di transito fra le ideologie post-risorgimentali e la nuova fase di lotta politica del paese che si espresse attraverso le prime battaglie socialiste, movimento che attrasse molti intellettuali e verso il quale anche Gaetano aderì apertamente durante il primo decennio del Novecento.
Nel 1910 si laureò dottore in legge presso l'Università di Torino e principiò la carriera forense nella città di residenza, Cremona. L'improvvisa morte del padre, occorsa l'anno successivo, trasmise al giovane il peso di una nobile seppur gravosa eredità di cui, negli anni successivi, dimostrò indubbiamente di esser degno: avviato nel consiglio comunale di cittadino, partecipò attivamente alle lotte socialiste che  condusse con nobiltà di intenti e di espressioni.
Nel primo dopoguerra, quando imperversarono le violenze di matrice squadrista, avversò il fascismo arrivando a sottrarsi volontariamente alle adunate precettate dal PNF (con lui un drappello di professionisti cremonesi fra i quali i fratelli Rosolino e Amelio). L'attività in difesa degli ideali di libertà e democrazia durò fino all'ottobre 1922, quando ogni azione politica discordante con il Regime che assunse il potere divenne impossibile. 
Gaetano si ritirò quindi nel suo studio legale, lavorando come curatore fallimentare nell'attesa del ristabilimento delle forme democratiche.
Nel 1926 sposò Erminia Lazzari da cui tre anni più tardi ebbe l'unigenito figlio Luciano (1929-2006).
A partire dal mese di settembre di quello stesso 1926 si occupò della difesa legale del fratello Rosolino, funzionario del PCd'I, arrestato per cospirazione contro lo Stato ed eccitamento all'odio di classe. In conseguenza di ciò nel maggio 1928 prese parte al primo grande processo politico d'Italia, noto come Processone fascista, nel quale vennero sentenziati i diciotto massimi dirigenti del Comitato Centrale del PCd'I e quindici dirigenti di secondo piano.
«Ho da farle duplici condoglianze – esordì sarcastico l'ufficiale fascista – una prima volta per avere un tale fratello e una seconda per il processo che tutela».

«Ma come? – replicò Ferragni – Dalla lettura degli atti mi pare che la posizione di mio fratello non sia affatto grave».

«Io gli atti non li ho letti – concluse Saporiti – ma so che questo processo, in cui può dirsi che culmini l'attività del Tribunale Speciale, deve finire con una gravissima condanna»
Dopo l'armistizio di Cassibile (8 settembre 1943) il Ferragni fu tra gli animatori del movimento clandestino cremonese e in seguito alla liberazione rientrò con entusiasmo nelle file socialiste, tornando immantinente nel consiglio comunale cittadino. Contestualmente ricoprì altri incarichi di responsabilità: fu consigliere della Banca Popolare di Cremona e presidente degli Istituti Ospitalieri di Cremona, funzione di cui si innamorò e in cui evidenziò al meglio la sua operosità.
Per propria espressa volontà e impegno l'ospedale di Cremona fu tra i primissimi in Italia a reperire e somministrare la penicillina e la streptomicina, farmaci allora rari e costosissimi, la cui eccezionale presenza determinò il potenziamento del sistema sanitario locale.
Sensibile ai problemi sociali e agli interessi della città, che antepose a tutto, divenne persona nota e apprezzata al punto da essere eletto con plebiscito popolare nel I Senato della Repubblica durante le elezioni del 18 aprile 1948 per il collegio di Cremona.
Il prestigioso incarico si interruppe inaspettatamente l'11 settembre 1949 quando un infarto cardiaco lo costrinse a una lunga e forzata inattività. Dopo circa due anni di degenza Gaetano riuscì a riprendere, seppure limitatamente, le proprie attività politiche e professionali. Morì il 10 aprile 1954 in seguito a un successivo arresto cardiaco.
Alla notizia della sua scomparsa la sezione del PSI di Cremona affisse per l'intera città manifesti listati a lutto nei quali si invitava chiunque volesse onorarlo a riunirsi intorno alla sua abitazione il giorno delle esequie. Una fiumana numerosa accompagnò la salma dell'onorevole, trasportata su un carro di terza classe ornato con un semplice cuscino di garofani rossi, secondo la sua espressa volontà.

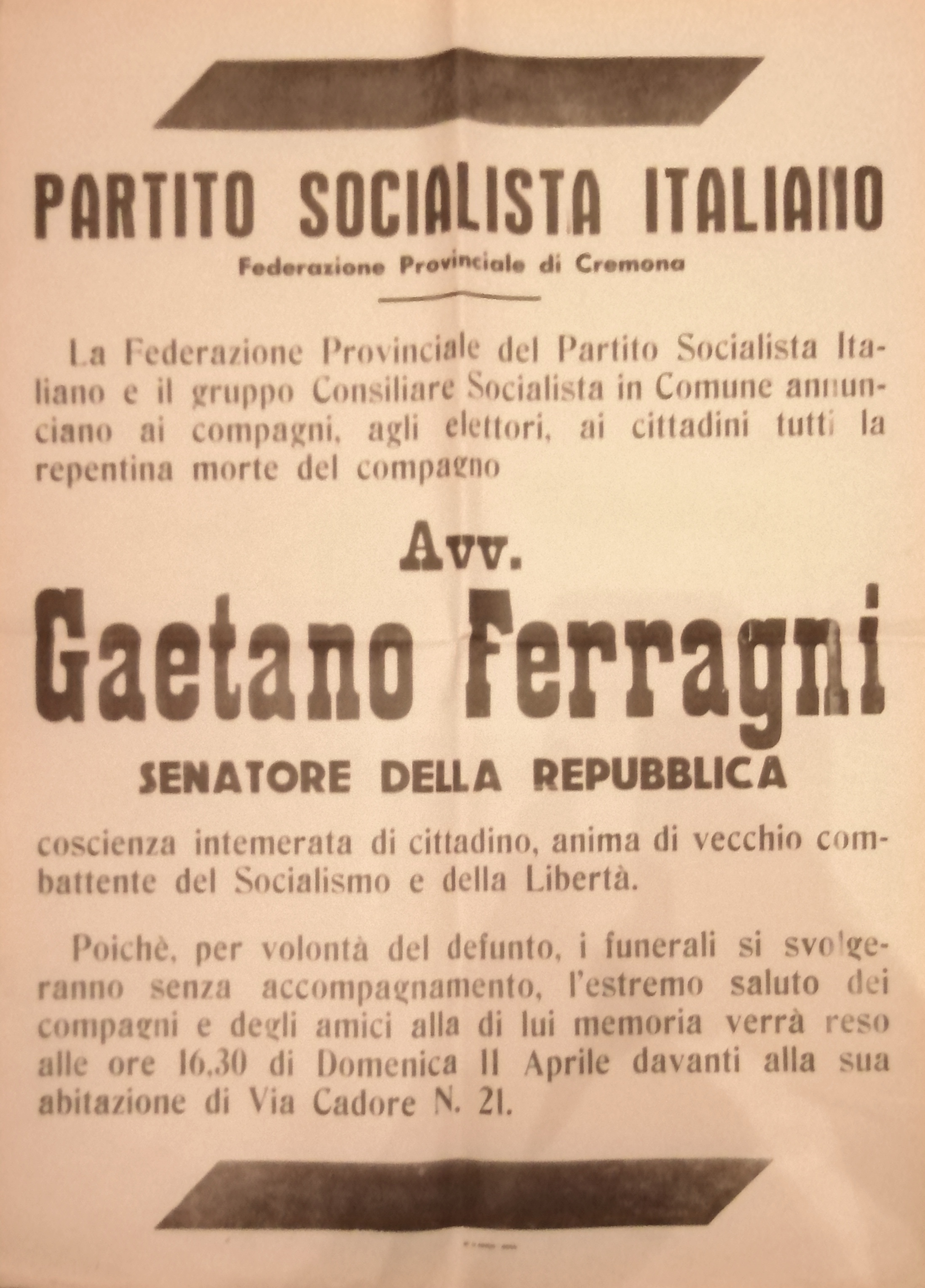
manifesto stampato dalla Federazione PSI della provincia di Cremona in occasione della scomparsa del sen. Ferragni